# Хпєдж
Хпєдж — село в Курахському районі Дагестану.
Село виникло десь 1500—2000 років тому. Через Хпєдж-дере проходило багато завойовників, і не раз село перетворювалось на руїни, але щоразу горяни зводили заново своє гніздечко. В останній раз це трапилось 400—450 років тому. Особливу роль в відновленні зіграв Сирки (від нього й тухум Сиркияр). Будівлі зведені ним донині височать на гребні скелі. Там сьогодні живуть його правнуки.
З часом до села приєдналися і близькі маленькі аули: Устар Чине, Кванан Килел і Чюхверик. Для оборони село було обведено стіною, і вхід в село був лише через величезні залізні ворота. В центрі села були підземні приміщення для людей та худоби. Під час війн жінки та діти ховалися там. Звідти до річки вели підземні ходи, що дозволяло довго там перебувати.
В 1886 році в селі було 95 дворів, станом на 1 січня 1930 року — 140, сьогодні з них залишилось 50. Після землетрусу 1966 року більша частина хпєджців переселилась в село Беліджі Дербентського району. Там утворили нове село з понад 160 дворами.
Колись в селі було 5 мечетей. Мечеть, яка мала мадресе була збудована в 1443-44 році. Для потреб села працювало 6 млинів: Яхшид, Пахарин, Гажидин, Вермекрин, Абасан і Килевай. Неподалік села є джерело мінеральної води «Фан яд».
| Росія | Це незавершена стаття з географії Росії. Ви можете допомогти проєкту, виправивши або дописавши її. |